# Ignaz Aumüller
Ignaz Aumüller (* 28. Mai 1863 in Volkach; † 23. September 1900 ebenda) war zwischen 1894 und 1900 Landtagsabgeordneter der Zentrumspartei in der Kammer der Abgeordneten im Bayerischen Landtag.

## Leben und Wirken
Ignaz Aumüller wurde am 28. Mai 1863 in der bayerischen Bezirksamtsstadt Volkach geboren. Er übernahm wohl den elterlichen Hof und wurde Landwirt. Im Jahr 1888 erwarb Aumüller den sogenannten Brandshof in der Volkacher Altstadt, sodass er fortan auch als städtischer Gutsverwalter auftauchte. In Volkach wurde er in den Stadtrat, das sogenannte Gemeindekollegium gewählt und stieg bald zu dessen Vorsteher auf. Ignaz Aumüller war Mitglied der Zentrumspartei und katholisch.
Im Wahlkreis Haßfurt/Ufr wählte man Aumüller schließlich in den 32. Bayerischen Landtag des Königreichs Bayern. Er trat dieses Amt am 1. März 1894 an. Aumüller setzte sich im Landtag insbesondere für die vollständige Abschaffung der Grundbelastung ein. Er wurde Teil eines entsprechenden Ausschusses. Zugleich war er im Ausschuss zur Berathung der Anträge auf Abminderung der Bodenzinslast. Aumüller wurde bei der Wahl zum 33. Bayerischen Landtag im Jahr 1899 wiedergewählt.
Der Abgeordnete setzte sich auch für die wirtschaftliche Entwicklung seiner Geburtsstadt ein. Im Plenum des Parlaments sprach sich Aumüller am 18. März 1896 für den Bau einer Lokalbahn Dettelbach-Schwarzenau-Volkach-Kolitzheim aus. Außerdem machte er sich für den Obstbau stark und wählte seine Region als Vorbild: „Man empfiehlt uns Bauern zur Erhöhung der Güterrente mit Recht, die Obstkultur und manch‘ andere Spezialkulturen. Nun, was den Obstbau betrifft, so kann ich sagen, daß dieser in unserer Gegend sehr kultiviert ist.“ Ignaz Aumüller starb am 23. September 1900 überraschend, zu seinem Nachfolger im Landtag wurde der Volkacher Bürgermeister Johann Schmitt ernannt.